# Lewisepeira farri
Lewisepeira farri là một loài nhện trong họ Araneidae.
Loài này thuộc chi Lewisepeira. Lewisepeira farri được miêu tả năm 1958 bởi Archer.